# Minilab
Um minilab é um centro de processamento de filmes e cópias fotográficas de dimensões reduzidas, em oposição às usinas de processamento de fotos de grandes dimensões para produção em larga escala.

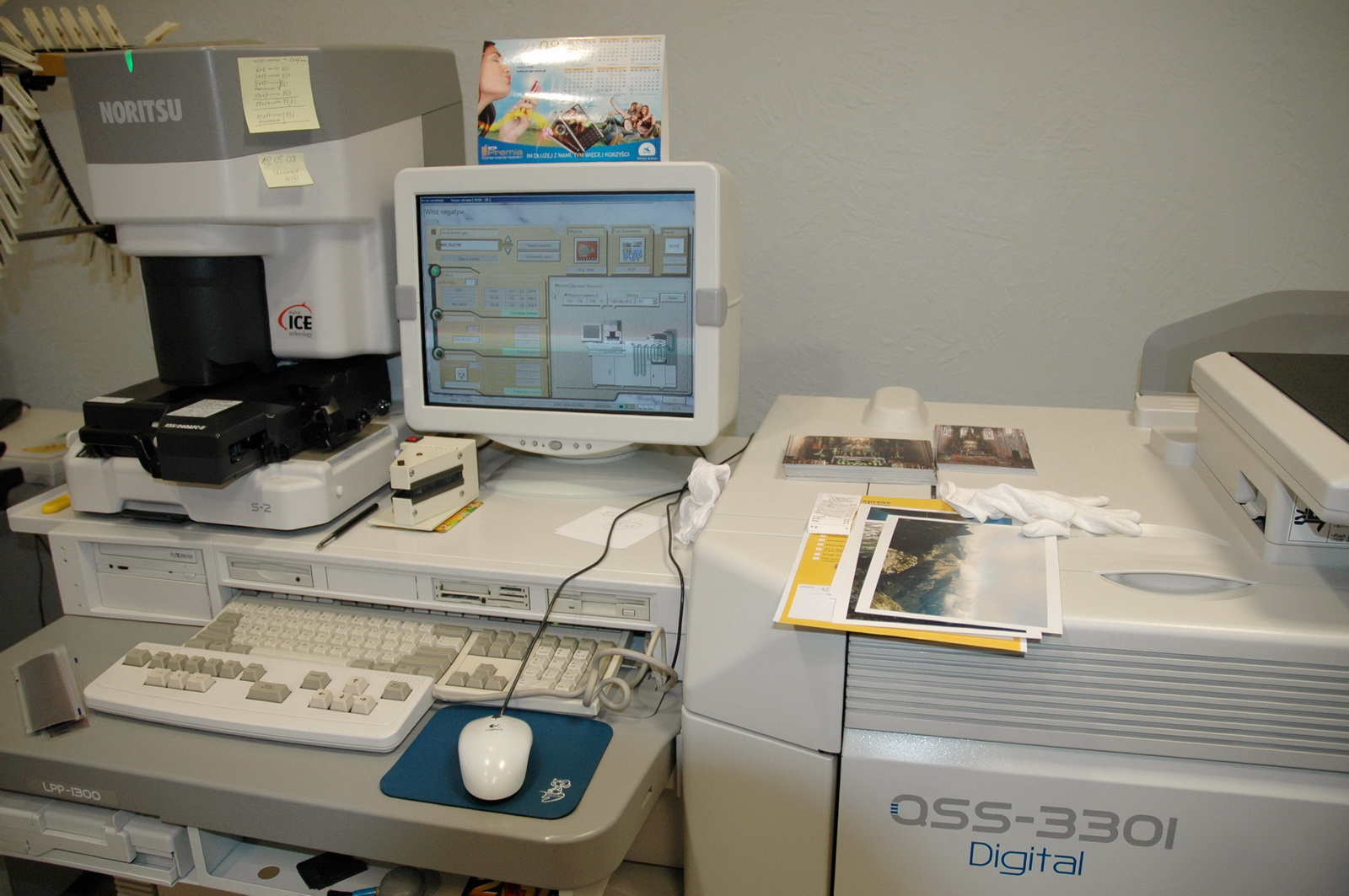
Minilab "Noritsu".

O minilab surgiu na década de 1980 como uma solução completa para processamento de fotografia a cores por lojas independentes. Os primeiros minilabs consistiam tipicamente de duas máquinas: uma processadora de filmes e uma processadora de cópias, ambos por processos químicos.
O parque de minilabs analógicos que foram instalados no Brasil é de cerca de oito mil máquinas e muitos destes continuam sendo adaptados para o digital com resultados considerados satisfatórios do ponto de vista da qualidade das fotografias como da demanda, só perdendo para os quiosques de impressão na rapidez de entrega da cópia que é de menos de dez segundos.

## História do Minilab
A evolução do minilab na década de 1980 foi um marco significativo na evolução da fotografia e na sua acessibilidade. Enquanto laboratórios de grande escala atendiam à produção em massa, o minilab ofereceu uma solução inovadora para a demanda crescente por processamento de fotografia em lojas independentes. Composto inicialmente por uma processadora de Filme fotográfico e uma de cópias, operando através de processos químicos, o minilab trouxe eficiência e qualidade na produção de cópias fotográficas.
Com a transição para a era digitala, o mercado da fotografia enfrentou o desafio de adaptar ao minilab. A aquisição desses equipamentos digitais com scanners capazes de converter Filme fotográfico em arquivos digitais foi essencial.
Ao longo dos anos, o minilab evoluiu para atender às crescentes demandas do mercado fotográfico, oferecendo maior qualidade, eficiência e versatilidade. Sua abordagem compacta e flexível continua a cumprir um papel vital na produção de cópias fotográficas, adaptando-se às mudanças tecnológicas e mantendo seu papel como uma ferramenta essencial na produção de fotografias acessíveis e de alta qualidade.

## Transição do minilab analógico para o digital
Na fase de transição de analógico para digital, um bureau de fotografia tinham duas opções: ou adquiria um minilab digital novo para ser equipado com um scanner capaz de converter negativos e cromos analógicos em arquivos digitais ou mantinha o minilab analógico e equipava com um acessório que transforma o arquivo digital em uma imagem luminosa ampliada que era posta em contato com o papel fotográfico na seção de ampliação do minilab. A conversão de digital para analógico é feita por máscaras que são oferecidas ainda nos dias de hoje, porém em versões cada vez mais aprimoradas.

## Minilabs digitais
Os minilabs digitais foram desenvolvidos no final da década de 1990 pela Fujifilm e Noritsu que usam diferentes tecnologias de impressão. A Fuji desenvolveu um sistema de canhões laser que projeta a imagem ponto por ponto que é distribuído por um espelho e é projetado sobre o papel fotográfico à medida que o papel avança linha por linha. A Noritsu desenvolveu o Micro Light Valve Array (MLVA), uma tecnologia que expõe o papel fotográfico à imagem projetada linha por linha através de um pente de fibras óticas que tem a intensidade de iluminação controlada ponto por ponto.
Em 2009 os minilabs tendem a convergir para uma tecnologia que usa LEDs em lugar dos dispendiosos lasers.
No Brasil, muitos entendem por revelação digital a cópia de imagens de câmeras digitais feita por minilabs que usam o processo de revelação química.

## Processo de impressão
O processo de impressão em um minilab compreende várias etapas cuidadosamente coordenadas para criar cópias fotográficas de alta qualidade. Aqui está um resumo destas etapas:
- Preparação do Papel : O Papel fotográfico fotossensível é selecionado e carregado no magazine em uma câmara escura, depois inserido no minilab. Esse papel reage à luz e aos produtos químicos usados na impressão, deve-se ter uma atenção para não permitir que nenhuma luz tenha contato com o papel. Ele é alimentado por rolos e correias de transporte.

- Exposição à Luz : A imagem digital é transformada em sinais luminosos através de Processamento de imagem, esses sinais são reconhecidos e são emitidos por uma tecnologia de laser nas cores RGB. Essa luz é projetada com precisão sobre o papel, criando uma representação luminosa da imagem.

- Processamento Químico : A imagem luminosa não é imediatamente visível. O papel passa por banhos químicos que ativam suas propriedades fotossensíveis, revelando gradualmente a imagem. As substâncias químicas variam conforme o papel e a tecnologia do minilab, normalmente são utilizados substâncias chamadas de revelador e branqueador que são misturados com água, são tanques todas as fotos passam.

- Lavagem : Após o processamento químico, as cópias passam por mais alguns tanques compostos básicamente por água e uma pequena quantidade de estabilizador, que também é um químico adicionado para limpeza e remoção de partículas da superfície da foto.

- Secagem e Acabamento : O papel passa por um processo de secagem em estufa aquecida onde elimina a umidade restante. A imagem fotográfica permanente emerge. Opcionalmente, podem ser realizados processos de acabamento, como corte automático e montagem.

Esse fluxo de trabalho complexo e coordenado assegura que a imagem capturada seja transformada em uma cópia fotográfica de alta qualidade de forma eficiente e precisa.

## Configuração dos minilabs
Os minilabs digitais costumam apresentar interconectividade com vários terminais de atendimento, além de estarem preparados para atender pedidos de várias frentes ou para dar atendimento regional a lojas de serviços de revelação de fotos online via Internet. Ao menos um dos terminais costumam estar equipado com vários dispositivos de entrada e conexões:
- digitalizadores (scanners) de fotografias e filmes
- leitores de disquetes, CD-ROMs e DVDs
- leitores de cartões de memória de câmeras digitais
- entrada USB para pendrives e MP3 players
- conexões wireless com com dispositivos bluetooth (como um telefone celular) e infrared (como um laptop)

## Dry minilabs
Mais recentemente, surgiu no mercado um novo tipo de minilab que copia usando impressão por jato de tinta. Os dry minilabs, como são chamados os minilabs que não usam o processo químico revelação-branqueamento-fixação-estabilização, são minilabs menores, mais baratos e projetados para atender a uma demanda por cópias de pequeno formato.
A equiparação entre a qualidade e durabilidade da imagem impressa com a das fotografias obtidas por processo químico é questionável, sobretudo se tratando de fotografias de pequeno formato.

## Quiosque de impressão (Digital Photo Center)
Os quiosques de impressão postos em lojas de serviços fotográficos são máquinas de impressão de fotos térmicas que diferem dos minilabs e drylabs por dispensarem a intervenção de um operador e trabalharem em regime de self-service dando saída a fotos exclusivamente digitais em menos de dez segundos.
Nos quiosques de impressão o terminal de auto-atendimento se sobressai em tamanho ao lado do módulo de impressão que costuma ter dimensões menores até do que de um terminal de serviços ao cliente.
Assim como um minilab, o Digital Photo Center possibilita a edição da foto de saída, mas o atrativo principal do quiosque é a possibilidade de montar a foto em vinhetas criativas ou em templates divertidos como a de figuração em uma capa de alguma revista famosa.

## Tecnologias concorrentes
- Mini-impressoras e impressoras domésticas - A maioria das impressoras domésticas é capaz de imprimir fotos, algumas até sem o auxílio de um computador. O consumidor tem ainda a alternativa de imprimir suas fotos numa mini-impressora de fotos (photo printers) que dispensa o uso de computadores e que produz fotos impermeáveis, seja por impressão dye sublimation ou pela aplicação de uma película de verniz ao final da impressão.

## Tecnologia do Laser

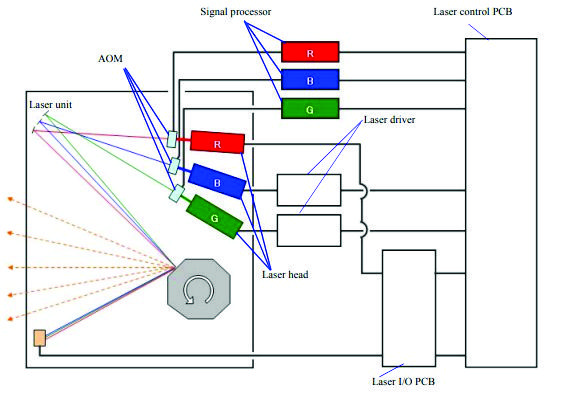
EsquemaBlocoLaser

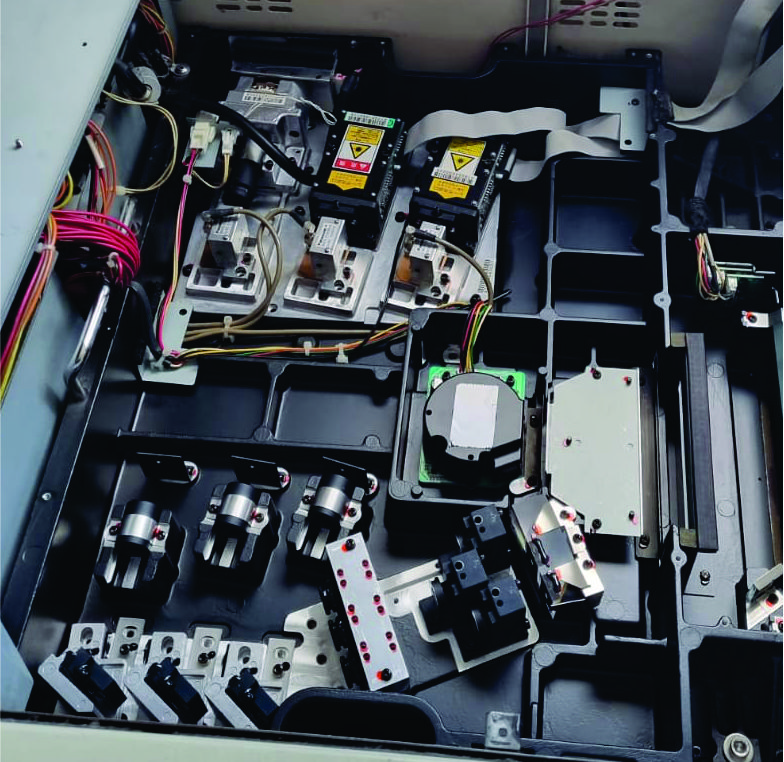
BlocoLaser

A tecnologia do laser e o processo de impressão são o cerne da operação do minilab. Uma evolução tecnológica crucial ocorreu com a introdução dos minilabs digitais no final dos anos 1990, emocionados por marcas como Fuji e Noritsu. Cada uma adotou abordagens distintas que revolucionaram a qualidade e eficiência do processo.
A Fuji descartava canhões laser que projetavam imagens ponto a ponto através de um espelho, criando uma representação precisa no papel fotográfico à medida que avançava esteva linha por linha. Em contraste, a Noritsu inovou com o "Micro Light Valve Array" (MLVA), que expôs o papel à imagem projetada por meio de fibras óticas controladas ponto a ponto.
A mudança de lasers para LEDs também marcou a transição tecnológica, atendendo custos e ampliando a viabilidade dos minilabs. Essa convergência tecnológica resultou em minilabs mais acessíveis e competitivos, comparados às opções de impressões caseiras ou por quiosques.
Os blocos lasers, são compostos por 3 lasers, cada um de uma das cores RGB. Esses canhões laser de Emissão estimulada são direcionados para uma série de espelhos e por fim ao espelho polígono que direciona a imagem para o papel.

## Formatos padrão e minilivros
Uma das vantagens dos minilabs é o tamanho de impressão. Há minilabs mais recentes no mercado que imprimem até o tamanho de 30 x 90 cm contra o tamanho A4 (21 x 30) das impressoras domésticas e o tamanho 10 x 15 das mini-impressoras.
Os formatos mais comuns (em cm) são: 10 x 15, 13 x 18, 15 x 21, 20 x 25, 20 x 30, 25 x 38.
Um minilab pode contar com um suporte para oferecer edição de fotos do cliente no próprio software.
A maioria dos serviços de "revelação digital" por meios químicos dá preferência a imagens digitais em formato JPEG, em resolução de 300 ppp que usem espaço de cores RGB. Os formatos BMP e TIFF sofrem alguma restrição pelos bureaus de serviços de cópia.
A principal estratégia de mercado dos minilabs é o preço. Em 2008, os preços praticados na "revelação digital" são mais baixos que os preços praticados pelos quiosques de impressão "a seco" e são mais em conta ainda quando comparados aos custos das fotografias impressas em casa.